# Indywidualne Mistrzostwa Europy Juniorów na Żużlu 2013
Indywidualne Mistrzostwa Europy Juniorów na Żużlu 2013 – cykl zawodów żużlowych, mających wyłonić najlepszych zawodników indywidualnych mistrzostw Europy juniorów do 19 lat w sezonie 2013. Rozegrano trzy turnieje półfinałowe oraz finał, w którym zwyciężył Duńczyk Mikkel Michelsen.

## Finał
- Güstrow, 24 sierpnia 2013
- Sędzia: Ołeksandr Latosinski (Ukraina)

| Msc. | Zawodnik            | Kraj    | Pkt   |             |  |
| ---- | ------------------- | ------- | ----- | ----------- |  |
| 1    | Mikkel Michelsen    | Dania   | 13 +3 | (2,3,2,3,3) |  |
| 2    | Andžejs Ļebedevs    | Łotwa   | 13 +2 | (3,2,3,3,2) |  |
| 3    | David Bellego       | Francja | 12    | (1,3,3,2,3) |  |
| 4    | Oliver Berntzon     | Szwecja | 11    | (1,3,2,3,2) |  |
| 5    | Paweł Przedpełski   | Polska  | 11    | (2,3,3,1,2) |  |
| 6    | Artur Czaja         | Polska  | 8     | (3,w,2,0,3) |  |
| 7    | Rasmus Jensen       | Dania   | 8     | (0,2,1,2,3) |  |
| 8    | Dimitri Berge       | Francja | 8     | (1,1,1,3,2) |  |
| 9    | Valentin Grobauer   | Niemcy  | 7     | (3,1,0,2,1) |  |
| 10   | Hubert Łęgowik      | Polska  | 6     | (0,2,3,0,1) |  |
| 11   | Mathias Thörnblom   | Szwecja | 6     | (2,0,2,2,0) |  |
| 12   | Fredrik Engman      | Szwecja | 5     | (3,w,0,1,1) |  |
| 13   | Rene Deddens        | Niemcy  | 5     | (2,t,1,1,1) |  |
| 14   | Nicolas Vicentin    | Włochy  | 2     | (0,2,0,d,d) |  |
| 15   | Joel Larsson        | Szwecja | 2     | (1,1,0,0,0) |  |
| 16   | Stanisław Melnyczuk | Ukraina | 1     | (d,0,1,w,0) |  |
|      | rez. Zdeněk Holub   | Czechy  | 1     | (1)         |  |

## Bieg po biegu
1. Grobauer, Przedpełski, Bellego, Melnyczuk (d)
2. Czaja, Thörnblom, Larsson, Vicentin
3. Engman, Deddens, Berge, Łęgowik
4. Ļebedevs, Michelsen, Berntzon, Jensen
5. Berntzon, Vicentin, Grobauer, Engman (w/u)
6. Przedpełski, Ļebedevs, Berge, Czaja (w/u)
7. Michelsen, Łęgowik, Larsson, Melnyczuk
8. Bellego, Jensen, Holub, Thörnblom - Deddens (t)
9. Łęgowik, Czaja, Jensen, Grobauer
10. Przedpełski, Michelsen, Deddens, Vicentin
11. Ļebedevs, Thörnblom, Melnyczuk, Engman
12. Belego, Berntzon, Berge, Larsson
13. Ļebedevs, Grobauer, Deddens, Larson
14. Berntzon, Thörnblom, Przedpełski, Łęgowik
15. Berge, Jensen, Vicentin (d), Melnyczuk (w/u)
16. Michelsen, Bellego, Engman, Czaja
17. Michelsen, Berge, Grobauer, Thörnblom
18. Jensen, Przedpełski, Engman, Larsson
19. Czaja, Brentzon, Deddens, Melnyczuk
20. Bellego, Ļebedevs, Łęgowik, Vicentin (d)
21. Bieg o miejsca 1-2: Michelsen, Ļebedevs